# Lyubana
Lyubana is een geslacht van vliesvleugeligen uit de familie Pteromalidae. De wetenschappelijke naam van dit geslacht is voor het eerst geldig gepubliceerd in 1915 door Boucek.

## Soorten
Het geslacht Lyubana omvat de volgende soorten:
- Lyubana liaoi Xiao & Huang, 1997
- Lyubana longa Xiao & Huang, 1997
- Lyubana longigastra Sureshan, 2007
- Lyubana prolongata Xiao & Huang, 1997
- Lyubana slavica Boucek, 1991